# Земљотрес у Мароку 2023.
Земљотрес у Мароку 2023. био је земљотрес магнитуде 6,8 , који се догодио 71,8 километара југозападно од Маракеша, у руралном подручју Игхил, 8. септембра 2023. у 22.11.00 часова по локалном времену. Дубина хипоцентра износи између 12 и 24 километра.
Према извештају објављеном 9. септембра у раним поподневним сатима, земљотрес је узроковао 1305 смртних случајева и 1832 повређених, већином у провинцијама Ел Хаоуз и Тароудант. Потреси су проузроковали значајну штету и урушавање неколико зграда. Осетили су се у неколико региона земље, као и у Шпанији, Португалу и Алжиру.